# Danny Elfman
Daniel Robert "Danny" Elfman (født 29. maj 1953 i Los Angeles) er en jødisk-amerikansk musiker og filmkomponist.

## Biografi
Faderen var skolelærer og moderen var forfatter. Efter at være vokset op i Los Angeles, rejste han rundt i nogle år, og boede bl.a. både i Frankrig og i Afrika.
I 1980 arbejdede han sammen med sin bror, instruktøren Richard Elfman, på filmen Forbidden Zone, som Danny komponerede musikken. Richard dannede gruppen The Mystic Knights of Oingo Boingo (også med Danny som medlem), der fremførte det score Danny havde skrevet til Forbidden Zone. Oingo Boingo blev en permanent gruppe, der først opløstes 1995 og som tiltrak en stor skare kult-tilhængere.
I 1985 mødte Danny Elfman den vordende filminstruktør Tim Burton, der var fan af Oingo Boingo. Burton bad Elfman komponere musikken til sin debutfilm Pee Wee's Big Adventure. For Elfman var det den første film med et større budget han komponerede musikken til. Musikken til filmen blev instrumenteret af Elfmans ven fra Oingo Boingo, Steve Bartek, der siden har instrumenteret hovedparten af Elfmans scores.
Musikken til Pee Wee's Big Adventure skulle vise sig at blive begyndelsen på Elfmans karriere som filmkomponist. Op gennem firserne skrev han musik til adskillige film og tv-serier, heriblandt også Burtons anden film Beetlejuice (1988). Hans endelige gennembrud kom dog først i 1989 da han komponerede musikken til Burtons Batman-fortolkning, et score der ligesom filmen har fået status af klassiker. Samme år komponerede Elfman titelmelodien til Matt Groenings animerede serie The Simpsons, vel nok det Elfman-tema der er kommet ud til den bredeste kreds. Men også Desperate Housewives, som har vundet manges hjerter, har Elfman skrevet temaet til.
Op gennem 1990'erne fik Elfman stadig flere store opgaver, og han har igennem hele perioden markeret sig som en de mest originale og eklektiske komponister der arbejder i Hollywood. Han er kendt for sin evne til at skrive underholdende og ofte skæve scores med iørefaldende temaer. Mange blev derfor overraskede da Elfman i 1993 viste en ny side af sit talent og skrev det dybt romantiske og tragiske score til Sommersby.
Med undtagelse af Ed Wood og Sweeney Todd har Elfman skrevet musikken til alle film Tim Burton har lavet siden Pee Wee's Big Adventure. Til The Nightmare Before Christmas og Corpse Bride, som Tim Burton producerede, skrev Elfman også musikken, sangene og sang selv hovedrollen og bifigurerne. Udover Tim Burton har Elfman arbejdet sammen med mange andre instruktører, bl.a. Carl Reiner (Summer School), Brian De Palma (Mission: Impossible), Sam Raimi (A Simple Plan, Spider-Man, Spider-Man 2) og Barry Sonnenfeld (Men in Black, Men in Black II).
I 1989 vandt Elfman en Grammy for temaet til Batman, og i 1998 blev han nomineret til to Oscars – en for Men in Black og en for Good Will Hunting. Elfman har en stor fan-skare og er en af de mest populære filmmusik-komponister i Hollywood i dag.
Elfman gør ofte brug af pibeorgel og kor og dette sat sammen med brugen af 3/4-takter får hans musik til at minde om en slags gotisk vals. Og netop denne kombination har gjort at han skiller sig ud fra de øvrige filmkomponister og har været med til at skabe hans store succes.
Elfman har også komponeret musikken til Xbox-spillet Fable.
Udover musik til film og tv har Elfman komponeret til koncertsalen, først og fremmest værket Serenada Schizophrana på bestilling fra American Composers Orchestra i New York. Værket blev uropført i Carnegie Hall i februar 2005, og dele af det har efterfølgende været brugt i IMAX-filmen Deep Sea 3D.

## Filmografi
- Hr. Peabody & Sherman (2014)
- Dark Shadows (2012)
- Alice i Eventyrland (2010)
- The Wolf Man (2009)
- Taking Woodstock (2009)
- Terminator Salvation (2009)
- Notorious (2009)
- Milk (2008)
- Hellboy II: The Golden Army (2008)
- Wanted (2008)
- The Simpsons Movie (2007)
- Spiderman 3 (2007)
- A Day With Wilbur Robinson (2006)
- Charlotte's Web (2006)
- Deep Sea 3D (Imax) (2006)
- The Corpse Bride (2005)
- Charlie og chokoladefabrikken (2005)
- Spider-Man 2 (2004)
- Big Fish (2003)
- Hulk (2003)
- Chicago (2002)
- Red Dragon (2002)
- Men in Black II (2002)
- Spider-Man (film) (2002)
- Novocaine (w/ Steve Bartek) (2001)
- Planet of the Apes (2001)
- Spy Kids (2001)
- Heartbreakers (themes) (2001)
- The Family Man (2000)
- Proof of Life (2000)
- Sleepy Hollow (1999)
- Anywhere But Here (1999)
- Instinct (1999)
- A Civil Action (1999)
- My Favourite Martian (1999)
- A Simple Plan (1998)
- Psycho (1998)
- Good Will Hunting (1997)
- Scream 2 "Cassandra Aria" (1997)
- Flubber (1997)
- Men in Black (1997)
- Mars Attacks! (1996)
- Extreme Measures (1996)
- Freeway (film) (1996)
- The Frighteners (1996)
- Mission: Impossible (film) (1996)
- Dead Presidents (1995)
- To Die For (1995)
- Black Beauty (1994)
- Dolores Claiborne (1994)
- Shrunken Heads (1994)
- Army of Darkness (1993)
- The Nightmare Before Christmas (1993)
- Sommersby (1993)
- Batman Returns (1992)
- Article 99 (1992)
- Pure Luck (1991)
- Darkman (1990)
- Dick Tracy (film) (1990)
- Edward Saksehånd (1990)
- Nightbreed (1990)
- Batman (film) (1989)
- Beetlejuice (1988)
- Big Top Pee Wee (1988)
- Hot to Trot (1988)
- Midnight Run (1988)
- Scrooged (1988)
- Summer School (1987)
- Back to School (1986)
- Wisdom (1986)
- Pee Wee's Big Adventure (1985)
- Forbidden Zone (1985)

## Tv-serier
- Point Pleasant (2004)
- Desperate Housewives (2004-2007)
- The Dilbert Zone (1999)
- Lincoln/Mercury Campaign (1998)
- Perversions Of Science (1997)
- Nissan Television Campaign (1996)
- Batman: Animated Series (1992)
- The Flash (1990)
- The Simpsons (1989)
- Tales from the Crypt (1989)
- Fast Times (1986)
- Pee Wee's Playhouse (1986)
- Sledge Hammer (1986)
- Amazing Stories (1985)

## Koncertmusik
- Serenada Schizophrana (2005)